# Самоубийство влюблённых в Сонэдзаки
«Самоубийство влюблённых в Сонэдзаки» (яп. 曽根崎心中 сонэдзаки синдзю:, иной вариант перевода — «Двойное самоубийство в Сонэдзаки»; англ. The Love Suicides at Sonezaki) — японский фильм-драма 1978 года режиссёра Ясудзо Масумуры, в основу которого положена классическая пьеса Тикамацу Мондзаэмона «Двойное самоубийство в Сонэдзаки», написанная для театра кабуки — о страсти, приведшей к смерти.

## Сюжет
Осака начала XVIII века (времена сёгуната Токугава). Главный герой, молодой приказчик Токубэй, прилежно трудится в лавке своего дяди Кюэмона, торговца маслом. Он влюблён в проститутку О-Хацу, с которой встречается втайне от дяди и мечтает о женитьбе с ней. Но Кюэмон имеет иные планы на племянника. Он хочет женить Токубэя на племяннице своей жены и назначить его управляющим в одном из своих филиалов в Эдо. Но Токубэй отказывается от лестного предложения. Разгневанный Кюэмон заявляет племяннику, что он уже получил одобрение на брак от приёмной матери Токубэя, заплатив ей за это 2 каммэ серебра (7,5 кг). Кюэмон требует от Токубэя либо согласиться на брак с избранной им для него О-Хацу, либо вернуть деньги.
Токубэй поехал к мачехе в деревню, забрал у неё деньги, но прежде чем вернуть их дяде, одолжил своему другу Кухэйдзи, а друг оказался подлецом, деньги присвоил и заявил, что печать на долговой расписке была потеряна до того, как выписан документ, стало быть, Токубэй — преступник. Оклеветанному, а потому и опозоренному Токубэю остаётся одна возможность быть вместе с любимой О-Хацу — умереть. Сцена пути (митиюки) влюблённых к месту самоубийства, повествующая о горькой доле девушки, о печально оборвавшейся любви, отличается глубокой поэтичностью.

## В ролях
- Рюдо Удзаки — Токубэй
- Мэйко Кадзи — О-Хацу
- Хисаси Игава — Кюэмон, дядя Токубэя
- Сатико Хидари — Осаи, приёмная мать Токубэя
- Исао Хасимото — Кухэйдзи
- Гэн Кимура — Китибэй
- Сатико Мэгуро — О-Минэ

## Премьеры
- — Национальная премьера фильма в Японии состоялась 29 апреля 1978 года[1].
- — На американском континенте премьерный показ фильма прошёл 24 августа 1979 года в Нью-Йорке (США)[1].

## Награды и номинации
Hochi Film Awards (1978)
- Премия лучшей актрисе года — Мэйко Кадзи[2].

Премия Японской киноакадемии
- 2-я церемония вручения премии (1979)[2]
  - Номинации в категориях:
    - за лучшее исполнение главной женской роли — Мэйко Кадзи.
    - за лучшее исполнение женской роли второго плана — Сатико Хидари.

Премия «Голубая лента»
- 21-я церемония награждения (1979)
  - Премия лучшей актрисе 1978 года — Мэйко Кадзи[2].

Кинопремия «Майнити» (1979)
- Премия лучшей актрисе 1978 года — Мэйко Кадзи[2].

Премия журнала «Кинэма Дзюмпо» (1979)
- Премия лучшей актрисе 1978 года — Мэйко Кадзи[2].
- Номинация на премию за лучший фильм 1978 года, однако по результатам голосования кинолента заняла 2-е место[3].

## Комментарии
1. ↑  Название самой пьесы в русском переводе «Двойное самоубийство в Сонэдзаки», отсюда и одноимённое название фильма, встречающееся на некоторых русскоязычных сайтах в сети Интернет. Однако на торрент-трекерах фильм появился в русском переводе под названием «Самоубийство влюблённых в Сонэдзаки».